# Thurey-le-Mont
Thurey-le-Mont település Franciaországban, Doubs megyében. Lakosainak száma 116 fő (2022. január 1.). Thurey-le-Mont Valleroy, Moncey, Rigney, Aulx-lès-Cromary és Chambornay-lès-Bellevaux községekkel határos.

## Népesség
A település népessége az elmúlt években az alábbi módon változott:
| Lakosok száma | 56   | 94   | 100  | 111  | 115  | 128  | 129  | 122  | 119  | 116  |
|               | 1968 | 1982 | 1990 | 2006 | 2013 | 2015 | 2017 | 2019 | 2020 | 2022 |